# Grand Prix Formule 1 van Abu Dhabi 2012
De Grand Prix Formule 1 van Abu Dhabi 2012 werd gehouden op 4 november 2012 op het Yas Marina Circuit. Het was de achttiende race van het kampioenschap.

## Wedstrijdverslag

### Achtergrond

#### DRS-systeem
De coureurs mogen hun DRS-systeem gebruiken op twee delen van de baan gebruiken. Als zij binnen één seconde van hun voorganger rijden, mogen ze hun achtervleugel open zetten op het lange rechte stuk na de eerste hairpin. Bij het aanremmen van bocht 7 ligt het tweede detectiepunt, na bocht 11 mogen ze hun achtervleugel opnieuw open zetten.

### Kwalificatie
McLaren-coureur Lewis Hamilton behaalde pole position voor deze race. Het Red Bull-duo Mark Webber en Sebastian Vettel startten achter hem en voor de Williams van Pastor Maldonado. Kimi Räikkönen kwalificeerde zich voor Lotus op de vijfde plaats met Hamiltons teamgenoot Jenson Button op plaats zes. De Ferrari's van Fernando Alonso en Felipe Massa kwalificeerden zich als zevende en negende, met de Mercedes van Nico Rosberg tussen hen in. Romain Grosjean, teamgenoot van Räikkönen, sloot de top 10 af.
Vettel zette zijn auto na afloop van de kwalificatie neer op de baan met een gebrek aan brandstof. Doordat hij hierdoor niet voldeed aan de eis om met voldoende brandstof terug te keren in de pitstraat moest hij achteraan starten in de race. Teambaas Christian Horner maakte kort na deze beslissing bekend dat Vettel vanuit de pitstraat zal starten. Dit betekende dat Nico Hülkenberg in zijn Force India doorschoof naar de tiende startplaats.

### Race
Nadat Lewis Hamilton in ronde 19 uitviel met elektrische problemen, kon Kimi Räikkönen zijn eerste zege van het jaar naar zich toetrekken. Fernando Alonso werd tweede, voor Sebastian Vettel, die een sterke inhaalrace reed na vanuit de pitstraat te zijn gestart. Jenson Button en Pastor Maldonado eindigden respectievelijk als vierde en vijfde, voor de Sauber van Kamui Kobayashi. Hij wist Felipe Massa, Bruno Senna in zijn Williams en Force India-coureur Paul di Resta net voor te blijven. Daniel Ricciardo haalde voor Toro Rosso het laatste punt binnen.

## Vrije trainingen
- Er wordt enkel de top 5 weergegeven.

| Vrije training 1 | Pos | No | Coureur          | Constructeur            | Tijd     |
| ---------------- | --- | -- | ---------------- | ----------------------- | -------- |
| Vrije training 1 | 1   | 4  | Lewis Hamilton   | McLaren-Mercedes        | 1:43.285 |
| Vrije training 1 | 2   | 3  | Jenson Button    | McLaren-Mercedes        | 1:43.618 |
| Vrije training 1 | 3   | 1  | Sebastian Vettel | Red Bull Racing-Renault | 1:44.050 |
| Vrije training 1 | 4   | 5  | Fernando Alonso  | Ferrari                 | 1:44.366 |
| Vrije training 1 | 5   | 2  | Mark Webber      | Red Bull Racing-Renault | 1:44.542 |
| Vrije training 2 | Pos | No | Coureur          | Constructeur            | Tijd     |
| Vrije training 2 | 1   | 1  | Sebastian Vettel | Red Bull Racing-Renault | 1:41.751 |
| Vrije training 2 | 2   | 4  | Lewis Hamilton   | McLaren-Mercedes        | 1:41.919 |
| Vrije training 2 | 3   | 3  | Jenson Button    | McLaren-Mercedes        | 1:42.412 |
| Vrije training 2 | 4   | 2  | Mark Webber      | Red Bull Racing-Renault | 1:42.466 |
| Vrije training 2 | 5   | 10 | Romain Grosjean  | Lotus-Renault           | 1:42.500 |
| Vrije training 3 | Pos | No | Coureur          | Constructeur            | Tijd     |
| Vrije training 3 | 1   | 4  | Lewis Hamilton   | McLaren-Mercedes        | 1:42.130 |
| Vrije training 3 | 2   | 3  | Jenson Button    | McLaren-Mercedes        | 1:42.420 |
| Vrije training 3 | 3   | 1  | Sebastian Vettel | Red Bull Racing-Renault | 1:42.614 |
| Vrije training 3 | 4   | 2  | Mark Webber      | Red Bull Racing-Renault | 1:42.743 |
| Vrije training 3 | 5   | 12 | Nico Hülkenberg  | Force India-Mercedes    | 1:42.750 |

Testcoureurs: 
- Valtteri Bottas (Williams-Renault; P9)
- Jules Bianchi (Force India-Mercedes; P15)
- Max Chilton (Marussia-Cosworth; P22)
- Ma Qing Hua (HRT-Cosworth; P23)
- Giedo van der Garde (Caterham-Renault; P24)

## Kwalificatie
| Pos                 | No | Coureur            | Constructeur            | Q1       | Q2       | Q3       | Grid |
| ------------------- | -- | ------------------ | ----------------------- | -------- | -------- | -------- | ---- |
| 1                   | 4  | Lewis Hamilton     | McLaren-Mercedes        | 1:41.497 | 1:40.901 | 1:40.630 | 1    |
| 2                   | 2  | Mark Webber        | Red Bull Racing-Renault | 1:41.933 | 1:41.277 | 1:40.978 | 2    |
| 3                   | 1  | Sebastian Vettel   | Red Bull Racing-Renault | 1:42.160 | 1:41.511 | 1:41.073 | Pit  |
| 4                   | 18 | Pastor Maldonado   | Williams-Renault        | 1:41.981 | 1:41.907 | 1:41.226 | 3    |
| 5                   | 9  | Kimi Räikkönen     | Lotus-Renault           | 1:42.222 | 1:41.532 | 1:41.260 | 4    |
| 6                   | 3  | Jenson Button      | McLaren-Mercedes        | 1:42.342 | 1:41.873 | 1:41.290 | 5    |
| 7                   | 5  | Fernando Alonso    | Ferrari                 | 1:41.939 | 1:41.514 | 1:41.582 | 6    |
| 8                   | 8  | Nico Rosberg       | Mercedes                | 1:41.926 | 1:41.698 | 1:41.603 | 7    |
| 9                   | 6  | Felipe Massa       | Ferrari                 | 1:41.974 | 1:41.846 | 1:41.723 | 8    |
| 10                  | 10 | Romain Grosjean    | Lotus-Renault           | 1:42.046 | 1:41.620 | 1:41.778 | 9    |
| 11                  | 12 | Nico Hülkenberg    | Force India-Mercedes    | 1:42.579 | 1:42.019 |          | 10   |
| 12                  | 15 | Sergio Pérez       | Sauber-Ferrari          | 1:42.624 | 1:42.084 |          | 11   |
| 13                  | 11 | Paul di Resta      | Force India-Mercedes    | 1:42.572 | 1:42.218 |          | 12   |
| 14                  | 7  | Michael Schumacher | Mercedes                | 1:42.735 | 1:42.289 |          | 13   |
| 15                  | 19 | Bruno Senna        | Williams-Renault        | 1:43.298 | 1:42.330 |          | 14   |
| 16                  | 14 | Kamui Kobayashi    | Sauber-Ferrari          | 1:43.582 | 1:42.606 |          | 15   |
| 17                  | 16 | Daniel Ricciardo   | STR-Ferrari             | 1:43.280 | 1:42.765 |          | 16   |
| 18                  | 17 | Jean-Éric Vergne   | STR-Ferrari             | 1:44.058 |          |          | 17   |
| 19                  | 20 | Heikki Kovalainen  | Caterham-Renault        | 1:44.956 |          |          | 18   |
| 20                  | 25 | Charles Pic        | Marussia-Cosworth       | 1:45.089 |          |          | 19   |
| 21                  | 21 | Vitaly Petrov      | Caterham-Renault        | 1:45.151 |          |          | 20   |
| 22                  | 24 | Timo Glock         | Marussia-Cosworth       | 1:45.426 |          |          | 21   |
| 23                  | 22 | Pedro de la Rosa   | HRT-Cosworth            | 1:45.766 |          |          | 22   |
| 24                  | 23 | Narain Karthikeyan | HRT-Cosworth            | 1:46.382 |          |          | 23   |
| 107% tijd: 1:48.601 |    |                    |                         |          |          |          |      |

## Race
| Pos | No | Coureur            | Constructeur            | Rondes | Tijd/Oorzaak uitval | Grid | Punten |
| --- | -- | ------------------ | ----------------------- | ------ | ------------------- | ---- | ------ |
| 1   | 9  | Kimi Räikkönen     | Lotus-Renault           | 55     | 1:45:58.667         | 4    | 25     |
| 2   | 5  | Fernando Alonso    | Ferrari                 | 55     | +0.852              | 6    | 18     |
| 3   | 1  | Sebastian Vettel   | Red Bull Racing-Renault | 55     | +4.163              | Pit  | 15     |
| 4   | 3  | Jenson Button      | McLaren-Mercedes        | 55     | +7.787              | 5    | 12     |
| 5   | 18 | Pastor Maldonado   | Williams-Renault        | 55     | +13.007             | 3    | 10     |
| 6   | 14 | Kamui Kobayashi    | Sauber-Ferrari          | 55     | +20.076             | 15   | 8      |
| 7   | 6  | Felipe Massa       | Ferrari                 | 55     | +22.896             | 8    | 6      |
| 8   | 19 | Bruno Senna        | Williams-Renault        | 55     | +23.542             | 14   | 4      |
| 9   | 11 | Paul di Resta      | Force India-Mercedes    | 55     | +24.160             | 12   | 2      |
| 10  | 16 | Daniel Ricciardo   | STR-Ferrari             | 55     | +27.463             | 16   | 1      |
| 11  | 7  | Michael Schumacher | Mercedes                | 55     | +28.075             | 13   |        |
| 12  | 17 | Jean-Éric Vergne   | STR-Ferrari             | 55     | +34.906             | 17   |        |
| 13  | 20 | Heikki Kovalainen  | Caterham-Renault        | 55     | +47.764             | 18   |        |
| 14  | 24 | Timo Glock         | Marussia-Cosworth       | 55     | +56.473             | 21   |        |
| 15  | 15 | Sergio Pérez       | Sauber-Ferrari          | 55     | +56.768             | 11   |        |
| 16  | 21 | Vitaly Petrov      | Caterham-Renault        | 55     | +1:04.595           | 20   |        |
| 17  | 22 | Pedro de la Rosa   | HRT-Cosworth            | 55     | +1:11.778           | Pit  |        |
| DNF | 25 | Charles Pic        | Marussia-Cosworth       | 41     | Mechanisch          | 19   |        |
| DNF | 10 | Romain Grosjean    | Lotus-Renault           | 37     | Ongeluk             | 9    |        |
| DNF | 2  | Mark Webber        | Red Bull Racing-Renault | 37     | Ongeluk             | 2    |        |
| DNF | 4  | Lewis Hamilton     | McLaren-Mercedes        | 19     | Benzinedruk         | 1    |        |
| DNF | 23 | Narain Karthikeyan | HRT-Cosworth            | 7      | Botsing             | 23   |        |
| DNF | 8  | Nico Rosberg       | Mercedes                | 7      | Botsing             | 7    |        |
| DNF | 12 | Nico Hülkenberg    | Force India-Mercedes    | 0      | Botsing             | 10   |        |

## Standen na de Grand Prix
- Er wordt enkel de top 5 weergegeven.

### Coureurs
| Positie | Nummer | Rijder           | Team                    | Punten |
| ------- | ------ | ---------------- | ----------------------- | ------ |
| 1       | 1      | Sebastian Vettel | Red Bull Racing-Renault | 255    |
| 2       | 5      | Fernando Alonso  | Ferrari                 | 245    |
| 3       | 9      | Kimi Räikkönen   | Lotus-Renault           | 198    |
| 4       | 2      | Mark Webber      | Red Bull Racing-Renault | 167    |
| 5       | 4      | Lewis Hamilton   | McLaren-Mercedes        | 165    |

### Constructeurs
| Positie | Nummers | Team                    | Rijders                         | Punten |
| ------- | ------- | ----------------------- | ------------------------------- | ------ |
| 1       | 1 2     | Red Bull Racing-Renault | Sebastian Vettel Mark Webber    | 422    |
| 2       | 5 6     | Ferrari                 | Fernando Alonso Felipe Massa    | 340    |
| 3       | 3 4     | McLaren-Mercedes        | Jenson Button Lewis Hamilton    | 318    |
| 4       | 9 10    | Lotus-Renault           | Kimi Räikkönen Romain Grosjean  | 288    |
| 5       | 7 8     | Mercedes                | Michael Schumacher Nico Rosberg | 136    |

## Noot
- Dit was de 25ste pole position voor Lewis Hamilton.